# Unaldo II d'Aquitania
Unaldo, anche Hunald o Hunaldo (... – dopo il 769), è stato un nobile franco, duca titolare di Aquitania dal 768 al 769.

## Origine
Figlio del duca d'Aquitania e duca di Guascogna, Waifer e di sua cugina  Adele di Guascogna, figlia di Lupo II di Guascogna. Di questa discendenza non vi è certezza; qualcuno sostiene che questo Unaldo non sia mai esistito, ma sia Unaldo I rientrato in Aquitania, dopo la morte del figlio Waifer; altri sostengono che sia una terza persona, non discendente dalla dinastia di Guascogna.

## Biografia
Nel 768, quando il padre fu ucciso dai Franchi, gli subentrò nel titolo di duca d'Aquitania mentre il nonno e prozio, Lupo II subentrò a Waifer nel titolo di duca di Guascogna.
Di Unaldo si hanno scarse notizie, ma sicuramente continuò la politica paterna di opposizione al re dei Franchi, Pipino, e alla sua morte, la continuò, contro i figli, Carlomanno e Carlomagno, come viene confermato dagli Annales Laurissenses Minores.
Secondo gli Annales Sangallenses Baluzii Unaldo fu affrontato in Vasconia e sconfitto dal figlio maggiore di Pipino, Carlomagno, che, dopo la morte del padre, aveva ricevuto la parte nord-occidentale dell'Aquitania assieme alla Neustria e all'Austrasia, poiché il fratello minore Carlomanno, che aveva ricevuto la parte sud-orientale dell'Aquitania assieme alla Borgogna, la Provenza, la Gotia, l'Alsazia e l'Alamagna, si era rifiutato di aiutare Carlo a domare la rivolta aquitana.
Secondo gli Einhardi Fuldensis Annales invece Carlomanno cooperò con Carlo ed insieme catturarono Unaldo.
Secondo gli Einhardi Annales Unaldo si rifugiò in Guascogna, presso il nonno (fratello di sua madre) e nello stesso tempo prozio (zio di suo padre), Lupo II di Guascogna, che venne, a sua volta, attaccato da Carlomagno.
Unaldo  allora venne consegnato, con la moglie, a Carlomanno, dopo che il nonno si era riconosciuto suo vassallo.
Non si hanno notizie certe della sua morte, comunque dopo la sua cattura il ducato indipendente di Aquitania, non esisteva più; ci volle circa un secolo perché il ducato di Aquitania, ridotto nella sua estensione territoriale, riprendesse ad esistere.

## Discendenza
Di Unaldo non si conosce alcuna discendenza.

### Fonti primarie
- (LA) Fredegario, FREDEGARII SCHOLASTICI CHRONICUM CUM SUIS CONTINUATORIBUS, SIVE APPENDIX AD SANCTI GREGORII EPISCOPI TURONENSIS HISTORIAM FRANCORUM., su THE LATIN LIBRARY. URL consultato il 12 dicembre 2024 (archiviato il 9 ottobre 2003).
- (LA)  Monumenta Germanica Historica, tomus primus.
- (LA)  Rerum Gallicarum et Francicarum Scriptores, tomus tertius.

### Letteratura storiografica
- G.L. Burr, La rivoluzione carolingia e l'intervento franco in italia, in Storia del mondo medievale - Vol. II, Cambridge, Cambridge University Press, 1979,  pp. 336-357.
- Gerhard Seeliger, Conquiste e incoronazione a imperatore di Carlomagno, in Storia del mondo medievale - Vol. II, Cambridge, Cambridge University Press, 1979,  pp. 358-396.